# サムライブルー (曲)
「サムライブルー」は、ZZの9枚目のシングル。2006年5月17日にavex traxよりリリースされた。

## 概要
- 「サムライブルー」の原曲は、8枚目のシングルの「Samurai Crew」。初めて、メンバー全員で作詞に参加した作品である。
- 「Samurai Crew」と同じなのはサビのみで、他は新たに作られている。

## タイアップ
- サムライブルー
  - 2006 FIFAワールドカップ日本代表の応援歌
- Dang Dang
  - テレビ東京系アニメ『アイシールド21』オープニングテーマ

## 通常版
1. サムライブルー
  - 作詞・作曲：ZZ・ULTRAS　編曲：ZZ
2. Dang Dang
  - 作詞：SOTARO　作曲・編曲：ZZ
3. サムライブルー-Back Track-
4. Dang Dang-Back Track-